# 梁慕嫻
梁慕嫻（1940年—），香港政治人物。

## 生平
梁慕嫻在香港出生和長大，祖籍廣東省清遠市；1958年於香島中學畢業，前學友社主席（1962年開始擔任），自稱曾為中共地下黨員。
1967年林彬遇害後，梁慕嫻稱因對中共失望，在1974年移民加拿大。

## 學友社奪權事件
據稱，梁慕嫻在中學的時候，在中學教師關曼瑤的帶引和介紹下，成為中共地下黨員，並舉行過入團儀式，被帶到廣州的小北花圈地區就黨員身份「存檔」。其后被派往參加一個名為「學友中西舞蹈研究社」（「學友社」）的外校團體主辦的聖誕晚會，因而加入學友社。
她在自傳《我與香港地下黨》中描述，1950年代的香港政府，一直視中共地下黨為非法組織，當時香港總督葛量洪通過〈社團條例〉立法，拒絕社團註冊，取締社團活動，十人以上的聚會可成非法集會而入罪。除了「學友社」和「業餘音樂研究社」這些社團外，其他具有中共背景的社團，都無一例外被殖民地香港政府取諦。當時香島中學的盧動校長及一些文化人和工會領導人，更遭殖民地政府強行遞解出境。
學友社（英語：Hok Yau Club）是香港公共性質慈善機構及香港社會服務聯會機構會員，主要服務青年學生。成立於1949年，前身是「學友中西舞蹈研究社」（Hok Yau Dancing Club），於1975年改稱「學友社」，創辦人是司徒華，活動以舞蹈、音樂、戲劇等文藝活動為主，但據梁慕嫻描述，學友社一開始便是在共產黨的領導下運作。
在中共建國之前，香港有一份由親共電影界人士廖一原和陳獨秀之子陳哲民當編輯的刊物，叫《學生文叢》。司徒華加入成為股東，參與組織讀者會。該刊物在半年後停刊，他們便把讀者會改名為「學友中西舞蹈研究社」並向政府注冊成為合法團體。司徒華是該社第一屆幹事會成員，還當過副總幹事。根據關曼瑤對梁慕嫻的描述，這段由《學生文叢》轉成「學友社」的過程是有共產黨員領導。
自梁慕嫻加入學友社後，黨組織在路線方針上，與學友社原領導層產生嚴重分歧。黨組織認為要積極擴大規模，並指控原領導層主張保守精英主義，矛盾尖銳的程度，已經去到爭奪領導權的地步。1958年，學友社常務委員會作出增設贊助社員的決定，贊助社員擁有選舉學友社常委的權利，並號召擴大招募贊助社員。
黨組織借此機會展開「奪權鬥爭」，安排大批左校學生「種票」成為有選舉權的贊助社員，讓梁慕嫻等七人取代原領導層，成為學友社常務委員，目的是攆走當時受學友社會員歡迎的司徒華，指司徒華的罪名是挾群眾自重，我行我素等。1962年至1974年，梁慕嫻成為學友社主席。

## 對梁振英是地下黨員的指控
梁慕嫻在2012年特首選舉期間，曾公開指控梁振英是地下黨員，並指一旦由地下黨員出任特首，他仍需參加「組織會議」，並須遵從其背后領導「黨工委書記」的決議，因此黨工委書記才是香港真正的管治人，若此人是中聯辦人士，便是中聯辦治港，香港的核心價值便會因此被大面積蠶食。
她在自己的新書《我與香港地下黨》發佈會上，分析梁振英是地下黨員的蛛絲馬迹。地下黨員雖然沒有正式的「黨員證」，檔案多數在廣州，但梁振英於1988年接替新華社前副社長毛鈞年，獲北京政府委任為基本法諮詢委員會秘書長。梁慕嫻指秘書長一職只有共產黨員才可擔任，因此可證明梁振英是共產黨員。
另一方面，梁慕嫻指梁振英的言行，亦可顯示他是地下共產黨員，例如對六四事件的看法，其答案是不著邊際；反觀唐英年雖同樣不能正面回答六四問題，但答得較有「人情味」，唐一定不是黨員。梁慕嫻認為，兩人截然不同的回應，反映兩人的核心價值和思想有所不同。
對於有說法指特首選舉也是受中共操控，是否黨員似乎沒有區別，梁慕嫻認為二者分別很大，地下黨員當特首將令香港受到很大傷害。她指地下黨特首實際上只是其背后「黨組領導人」的傀儡，對於「黨組領導人」是甚麼人，一切都是未知，這也是她最擔心的地方。
她並指出，曾蔭權一定不是共產黨員，特區政府仍有一定自主獨立性，可聽可不聽，只是曾蔭權沒有骨氣，但梁振英不同，他作為一個地下黨員，必須遵從黨組織會議的決議，如果不聽從將會受到懲罰，因此有很大區別。
對於梁振英在特首選舉期間，民望較另外兩候選人高，梁慕嫻認為民調不能作依據，因為梁振英本人主動隱瞞，市民不知道梁振英是地下黨員，亦無從意識到地下黨人當特首對香港社會的危害。她指如果可以選擇，會寧願投票支持唐英年。雖然她認為唐英年的確不適宜當特首，然而如果從「抵制地下黨人當特首」這一角度來看，唐英年的缺失實為微不足道。結論是無論如何，即使流選都不能讓地下黨員當選。
梁振英竞选办隨即反驳，斥之为无稽之谈，并重申梁振英从未申请或被邀加入中国共产党，也从来不是任何政党的「地上」或「地下」党员。
除此之外，梁慕嫻亦指出曾德成、曾鈺成、林瑞麟都是不同程度的地下黨員。

### 批評
沈旭暉認為梁慕嫻對梁振英的指控是「偽命題」。著名學者沈旭暉於2012年3月21日在信報撰文回應，指她推論中共地下黨員的方式，似略有無限上綱、訴諸動機論之嫌，與社會希望以證據說話的意願不符。另一方面，梁慕嫻以梁振英曾接替毛鈞年成為基本法諮詢委員會秘書長，來證明梁振英是地下黨員，他指這樣的推論是不充分，「一個職位前任是黨員、後任也必須是黨員」只是梁與李柱銘的猜想。梁慕嫻在《開放雜誌》回應指沈旭暉被葉國華「統戰」，而且沈旭暉的說法「斷章取義」，梁慕嫻說的是「秘書長要職必須由共產黨員來當」，前任、後任的秘書長自然都是共產黨員。

## 紀錄片參考
《新聞透視》：我是黨員，2012年10月20日晚上七時半於無線電視翡翠台播映，片長22分鐘，主持（陳嘉欣），電視廣播有限公司新聞及資訊部公共事務科製作